# テヴェレ川

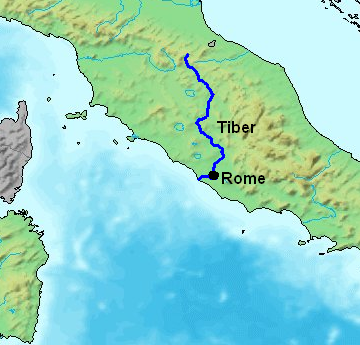
テヴェレ川の流路

テヴェレ川（テヴェレがわ、Tevere）は、イタリアで3番目に長い川。

## 概要
エミリア・ロマーニャ州のアペニン山脈からトスカーナ州、ウンブリア州を経由し、ラツィオ州でティレニア海に注いでいる。流域面積は17,374.996km2でイタリアで2番目である。
テヴェレ川はモンテ・フマイオーロの近隣にある二つの泉を水源としている。水源の周辺にはブナ林が広がっている。ベニート・ムッソリーニは、1930年代に、その水源とされる場所に、頂点に鷲が象られた、大理石で作られた古風なローマ様式の柱を立てた。その柱には、ここがテヴェレの生まれた場所であるという意味の文字が刻まれている。
ヨシ原、沼地と森林に囲まれる中流部の貯水池のナッツァーノ湖は1976年にラムサール条約登録地となった。また、尖角状三角州を河口に形成している事でも有名である。

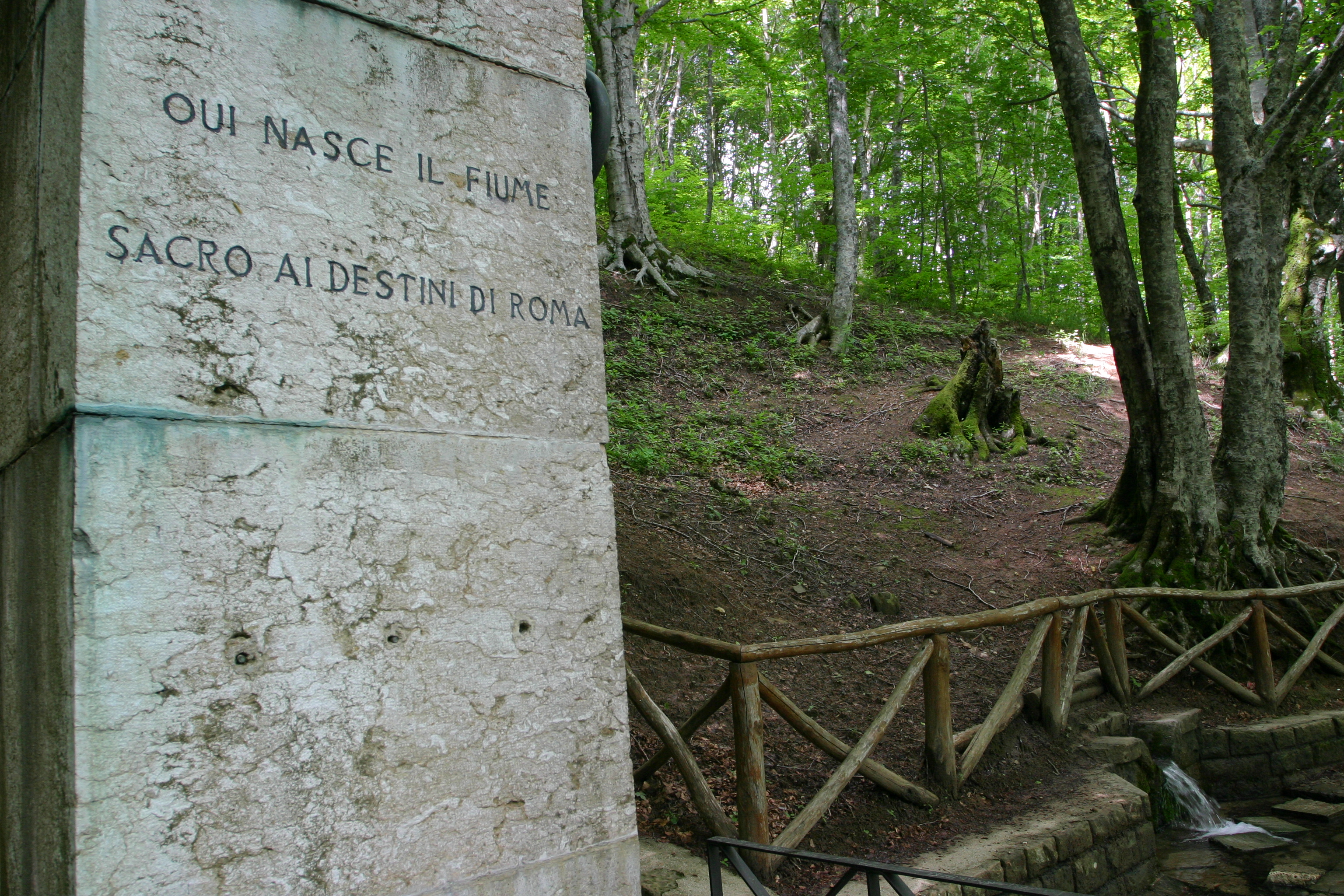
ムッソリーニ時代にモンテ・フマイオーロに建てられたテヴェレ川の水源碑
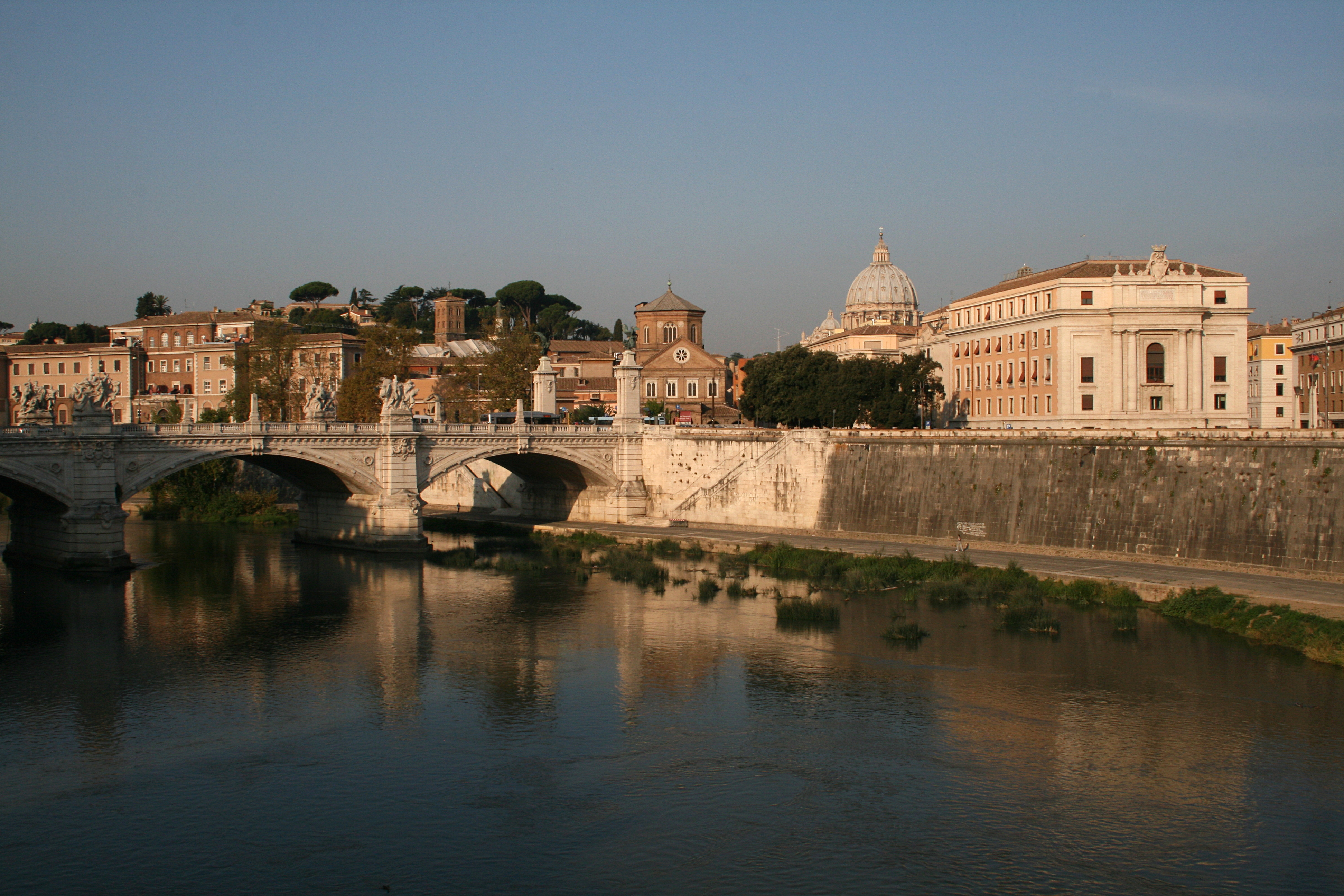
テヴェレ川からバチカンを見る

## ローマとテヴェレ川
ローマ市内を流れていることで有名な河川で、中州にはティベリーナ島（Tiberina、面積2.4km2）がある。
古代ローマ時代には「澄んでいない川」を語源とするティベリス川（Tiberis flumen ラテン語）と呼ばれていた。日本語では、西欧諸語経由などで表記のゆれが激しく、イタリア語（Tevere）経由によるテーヴェレ川・テベレ川、英語（Tiber）経由によるティベル川、タイバー川、チベル川など、さまざまな表記がある。
ローマ皇帝ティベリウスなど古代ローマ時代の男性個人名「ティベリウス」や、イタリア人の個人名「ティベリオ」は、この川の名前に由来している。
伝説では、ローマの創始者であるロムルスが双子の弟レムスと共にこの川に流された事になっている。
2000年代には正月の行事として、市内のカブール橋から飛び込みが行われることが定番化している。

### ティベリーナ島
テヴェレ川唯一の中洲には、ティベリーナ島がある。

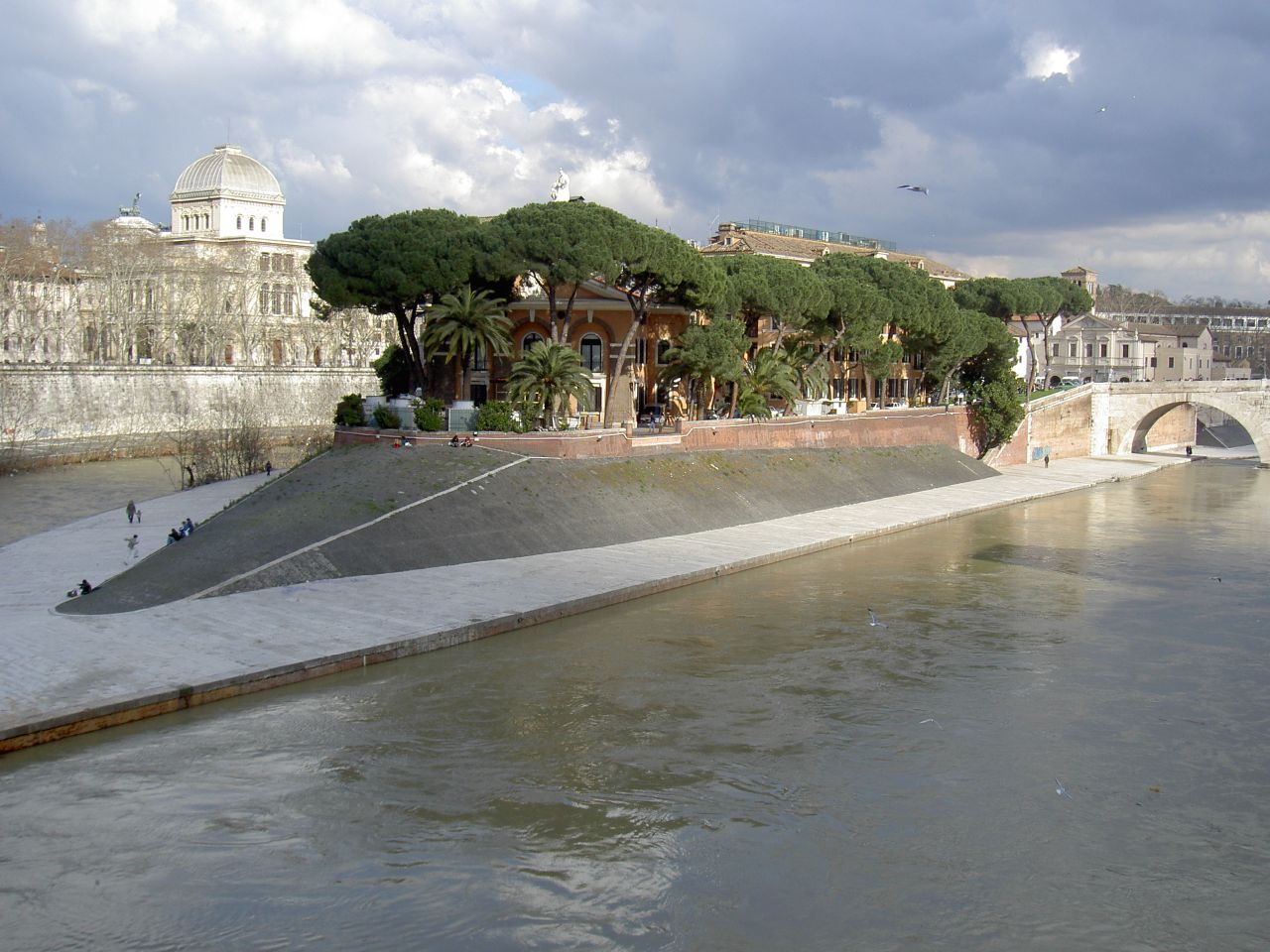
ティベリーナ島
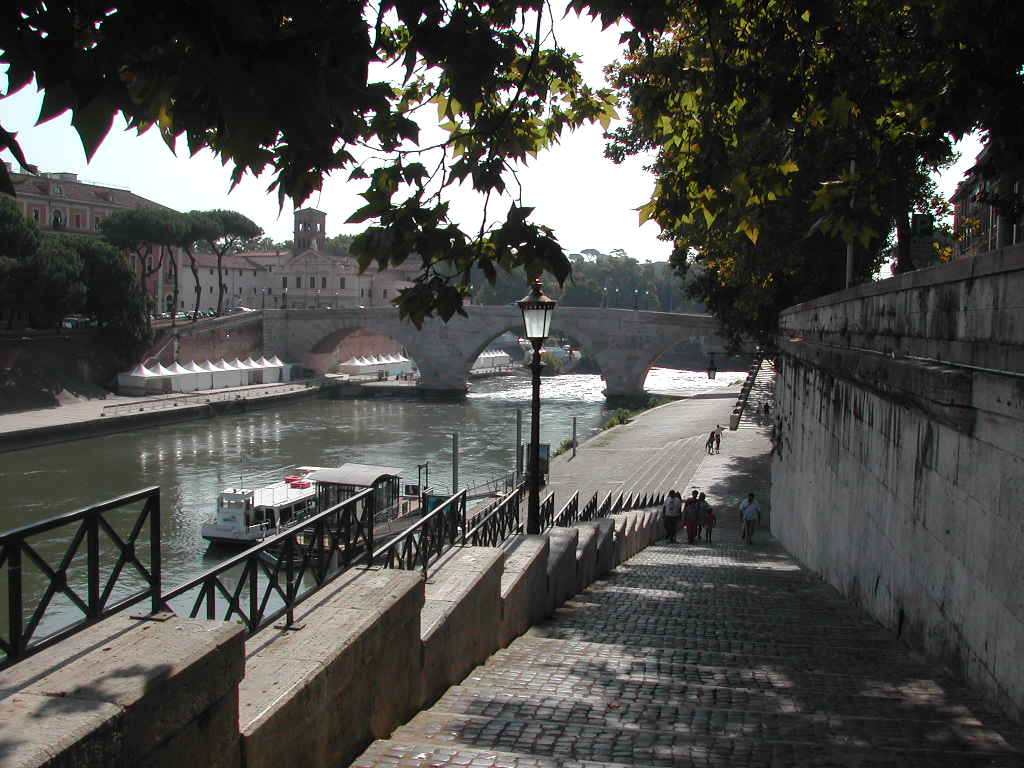
川に降りる階段